# Serra de Colobre
La Serra de Colobre és una serra situada al municipi de Guardiola de Berguedà a la comarca del Berguedà, amb una elevació màxima de 1.582 metres.